# Klímovo (Briansk)
Klímovo (ruso: Кли́мово) es un asentamiento de tipo urbano de Rusia, capital del raión homónimo en la óblast de Briansk.
En 2020, el asentamiento tenía una población de 12 743 habitantes. El territorio del asentamiento no incluye pedanías.
El pueblo fue fundado en 1708 por el viejo creyente Klim Yermolayevich, en territorio del Hetmanato cosaco. El emperador Pedro I concedió privilegios a los viejos creyentes de este pueblo en reconocimiento a su resistencia contra la invasión sueca. Se desarrolló notablemente desde finales del siglo XIX, cuando se abrió aquí una estación de la línea de ferrocarril de Novozybkov a Nóvgorod-Síverski. La Unión Soviética le dio el estatus de asentamiento de tipo urbano en 1938. En 1986, el asentamiento quedó en el límite oriental de la zona más gravemente afectada por el desastre de Chernóbil, existiendo restos de radiación en su entorno.
Se ubica unos 20 km al sureste de Novozybkov, sobre la carretera que lleva al trifinio con Bielorrusia y Ucrania.

## Historia
El 14 de abril de 2022, en el contexto de la guerra en Ucrania, Rusia denunció que helicópteros de ataque ucranianos habían atacado el asentamiento. Las autoridades rusas afirmaron que helicópteros ucranianos habían bombardeado zonas residenciales seis veces y dañaron seis edificios. El hospital local informó que siete personas resultaron heridas, dos de ellas de gravedad. Las autoridades ucranianas rechazaron las afirmaciones rusas y afirmaron que Rusia había organizado «ataques terroristas» contra su propia población para provocar la «histeria antiucraniana».
El 3 de octubre de 2023, el gobernador del óblast de Briansk,  Alexander Bogomaz, denunció, en su canal oficial de Telegram, que «Las Fuerzas Armadas de Ucrania dispararon municiones de racimo contra la aldea de Klímovo» según sus declaraciones varios edificios resultaron dañados pero no hubo víctimas mortales.